# Stavertsi
Stavertsi (Bulgaars: Ставерци) is een dorp in het noordwesten van Bulgarije. Zij is gelegen in de gemeente Dolna Mitropolija, oblast Pleven. Het dorp ligt hemelsbreed ongeveer 32 km ten noordwesten van Pleven en 124 km ten noordoosten van de hoofdstad Sofia. 

## Bevolking
In de eerste volkstelling van 1934 registreerde het dorp 4.856 inwoners. Dit groeide tot een officiële hoogtepunt van 5.261 inwoners in 1946, waarmee Stavertsi een van de grotere dorpen in Bulgarije was. Sinds de volkstelling van 1946 daalt het inwonersaantal echter continu. Op 31 december 2019 telde het dorp 1.425 inwoners.
Van de 1.757 inwoners reageerden er 1.182 op de optionele volkstelling van 2011. Van deze 1.182 respondenten identificeerden 1.023 personen zichzelf als etnische Bulgaren (86,5%), gevolgd door 124 Roma (10,5%), 22 Bulgaarse Turken (1,9%) en 13 ondefinieerbare personen (1,1%).
Van de 1.757 inwoners in februari 2011 werden geteld, waren er 296 jonger dan 15 jaar oud (16,8%), gevolgd door 934 personen tussen de 15-64 jaar oud (53,2%) en 527 personen van 65 jaar of ouder (30%).